# Camogli
Camogli (en ligur Camoggi) és un comune italià, situat a la regió de la Ligúria i a la ciutat metropolitana de Gènova. El 2011 tenia 5.455 habitants. Limita amb les comunes de Portofino, Rapallo, Recco i Santa Margherita Ligure.

## Geografia
La vila ocupa la vall a ponent del mont de Portofino, a la riviera del Llevant, a l'est de Gènova. La major part del comune pertany al parc natural regional de Portofino. Compta amb les frazioni de San Fruttuoso, coneguda per l'abadia homònima, Ruta i San Rocco.

## Ciutats agermanades
- Tuningen, Alemanya, des de 1998[3]
- Carloforte, Itàlia, des de 2004[4]